# La Canela
La Canela es un distrito municipal de Santiago de los Caballeros en la provincia Santiago, República Dominicana. 
La sección de La Canela fue elevada a distrito municipal mediante la ley N.º 167-97, promulgada el 27 de julio de 1997. Gracias al crecimiento poblacional y al desarrollo significativo en calidad de viviendas, negocios, talleres e industrias. Dándole así autonomía jurídica y administrativa.
La proclamación del Distrito Municipal se hizo el domingo 12 de octubre de año 1997, en el Parque Gaspar Polanco de la Canela.
En la proclamación de la Junta Municipal fueron elegido José Luis Lòpez (sindico), Carlos Manuel Flete (tesorero), Carmelo A. Vargas (secretario municipal), Lecccido A. Toribio (presidente de la sala capitular), Eladio Suárez; (vocal), Leonardo Ml. Grullón Jorge (vocal) y Marino Luciano (vocal).
Para el 2010, por ley fue aprobado que en los distritos municipales la dirección municipal fuera elegida por votos.

## Historia

### Aspectos históricos
Primeros habitantes, sus procedencias y aportes
El Distrito Municipal La Canela comenzó a ser poblada en el año 1918, año en el que llegó a esta tierra despoblada la familia de Eleto Moronta. La cual se trasladó desde el paraje La Yuca ubicada en Quinigua. Esta familia llegó con el fin de mejorar su calidad de vida.
Al transcurrir 10 meses llegó Doña Kinita Liz, procedente de la Otra Banda con el propósito de trabajar estas tierras y proporcionarles a sus hijos mejores posibilidades para vivir. En el año 1920 llega a La Canela Gerardo Fradén procedente de Altamira (Puerto Plata), la señora Batista sin conocerle le dio albergue en su casa.
Además tenía una visión amplia de progreso tanto así que decía que si Santiago tenía un parque porque La Canela no podía ser utilizada para esto, es decir, tenía un pensamiento creativo de proyección personal en la vida de cada ser humano.
Gerardo Fradén tomó dos terrenos y los cercó con el objetivo de construir un parque y un cementerio, porque ya en la comunidad existían 35 familias y había que crear condiciones necesarias de utilidad a los propios moradores.
Ya logrado el objetivo la construcción del parque, ubicado al lado de lo que hoy es la policlínica rural, el nombre que dieron fue Gaspar Polanco, en honor a cuando se efectuó la batalla en La Barranquita, el Sr. Polanco juntamente con los guerreros venían de la provincia de Mao pasaron por La Canela y se sentaron a descansar en el parque.

## Generalidades del Distrito Municipal La Canela
El Distrito Municipal de La Canela pertenece a la Región Cibao norte del Municipio y Provincia de Santiago, República Dominicana. Es el Distrito número 3 del Municipio de Santiago.

#### Reseña histórica
El nombre de La Canela surgió a raíz de la necesidad de un grupo de personas que debían juntarse regularmente, convirtiendo el punto a modo de cita, ideado por los viajantes de la línea Noroeste. Estos viajaban transportando mercancía de un lugar a otro en recuas de animales de carga, tomaban como lugar de descanso común habitado por montones de especie de canela sirviendo como único punto de referencia.
Para la época, dicha referencia data de mediados del año 1865 en adelante, de manera aproximada. Antes del año 1906, La Canela estaba habitada por unas 14 familias, entre ellas, la familia Liz, Cárdenas, De La Hoz, Moronta, Díaz, Bernard, Luciano, Rozón, Ferreira, Hidalgo, Almonte, Durán, Ortiz, Tavares, Inoa, Batista, entre otras.
Estas familias vivían en la parte alta del pueblo en las llanuras de las lomas y en la parte baja también, con una población que excedía los 90 habitantes, era apenas un asentamiento humano, ya que el Estado no llegaba hasta allí, no disponían de planificación familiar, ni asistencia médica, servicios sociales por parte del gobierno de aquel entonces.
En el año 1920 llega a La Canela Gerardo Fradén procedente de Altamira (Puerto Plata), la señora Batista sin conocerle le dio albergue en su casa.  Además, tenía una visión amplia de progreso tanto así que decía que, si Santiago tenía un parque porque La Canela no podía ser utilizada para esto, es decir, tenía un pensamiento creativo de proyección personal en la vida de cada ser humano. Gerardo Fradén tomó dos terrenos y los cercó con el objetivo de construir un parque y un cementerio, porque ya en la comunidad existían 35 familias y había que crear condiciones necesarias de utilidad a los propios moradores. Ya logrado el objetivo la construcción del parque, ubicado al lado de lo que hoy es la policlínica rural, el nombre que dieron fue Gaspar Polanco, en honor a cuando se efectuó la batalla en La Barranquita.  El Sr. Polanco juntamente con los guerreros venían de la provincia de Mao, pasaron por La Canela y se sentaron a descansar en el parque.
Históricamente, La Canela facilitó el paso de las tropas vencidas de los liberales en la guerra de la restauración, por el llamado camino de Guaricamo que comunica la línea noroeste en el año 1863, la tropa era dirigida por el general Gaspar Polanco.
Las pocas viviendas de la zona estaban separadas por 2 kilómetros una de otras, sus habitantes se dedicaban a la cría de ganado, aves y a la agricultura.  Es a partir de esta referencia histórica que se deduce que fueron los noroestanos los que asignan el nombre de La Canela a este bendecido pueblo.
El Centro de primer nivel de La Canela, fue inaugurado en el 1978 para el servicio de sus habitantes.
En los años 80, fue fundado el cuartel de la Policía Nacional en La Canela; la familia Chávez – Peralta, residía en la antigua casa, ubicada frente al parque, la misma daba vista al pueblo, ya que no eran muchos habitantes, por lo que fue escogida para instalar el cuartel, luego fue trasladado a la comunidad de Batey I, dirigido por un Sargento y el 25 de junio de 1992, fue trasladado a La Canela, a partir del momento de su traslado se convirtió en Destacamento y pasó a ser dirigido por un Teniente;  en el año 2012 pasó a ser Supervisoría, dirigida por un Mayor.  Fue la primera institución pública que comenzó a dar señales del avance en la sección de La Canela, para que esta fuera elevada a Distrito Municipal; en ese entonces tuvimos el gran honor de recibir uno de los mejores militares que ha dado servicio en nuestras comunidades: Don Mario Castro, servicial, practicaba el deporte de béisbol, enseñando a muchos jóvenes.
La sección de La Canela fue elevada a Distrito Municipal mediante la “ley 167-97 promulgada el 27 de julio de 1997.” Esto se debe al gran crecimiento poblacional y al desarrollo significativo en calidad de viviendas, negocios, talleres e industrias, lo que hizo necesario que se le diera autonomía jurídica y administrativa. La proclamación se hizo el domingo 12 de octubre de ese mismo año en el parque Gaspar Polanco de La Canela.
El Distrito Municipal de La Canela estaba conformado por dos pueblos La Canela y Hato del Yaqué; para el año 2003, la sección de Hato del Yaqué fue elevada a Distrito Municipal, por lo que el subsidio que recibíamos fue dividido para ambas Juntas.
En la actualidad, los caneleros cuentan con una Estación de bomberos, obra auspiciada en el año 2004 y entregada en el 2006, por la Industria de Tabaco León Jimenes, con áreas de parqueos para los camiones bomba, oficinas, comedor y dormitorio para bomberos y oficiales, con un costo de dos millones, 700 mil pesos, en un solar donado por la Parroquia Corazón Inmaculado de María, al cabildo local.  En el inicio de los trabajos estuvieron presentes el Síndico de ese entonces el Sr. Héctor Arias; el secretario municipal del Ayuntamiento de Santiago, José Luis López; el jefe del Cuerpo de Bomberos de la ciudad de Santiago, Alexis Moscat, y el diputado reformista Marino Collante; en representación de Industrias de Tabaco León Jimenes asistieron Guillermo León y Teodoro Hidalgo. Esta edificación fue construida por la Empresa de Tabaco Leon Jimenes, ya que la economía descansaba en la agricultura, específicamente en el tabaco rubio, cuya siembra le ha mantenido ligado por más de 30 años a Industria de Tabaco León Jimenes.
En el año 2007, la comunidad levantó una lucha por la colocación de una Oficina del Banreservas, donde fue aprobada una Banca a Distancia; por la acertada de la población, calificamos y en estos momentos pasó a ser Unidad de Negocios Personales.
Además, contamos con: Carro Fúnebre, Estafeta de Correo, Biblioteca Pública, Parroquia Corazón Inmaculado de María, Oficina de EDENORTE, donde pueden pagar sus tarifas de consumo de energía eléctrica sin tener que transportarse a la ciudad.
Este Distrito Municipal cuenta con cinco (5) campos y tres (3) escuela de béisbol; seis (6) campos de softball; diez (10) canchas de baloncesto y voleibol y la mayoría de las calles del distrito están asfaltadas y cuentan con aceras y contenes.

## Contexto Geográfico
El Distrito Municipal de La Canela está situado a 16 kilómetros al noreste de la ciudad de Santiago de los Caballeros; al sureste de Distrito Municipal de Hato del Yaqué; al oeste Distrito Municipal Guatapanal y al norte Municipio de Villa González con una población que cuenta entre los 30,000  habitantes, según el censo de población y vivienda del año 2010 de los cuales 17,818 en el centro urbano y 12,182 en la zona rural.
Su posición geográfica ha contribuido a que sea un centro rural de importancia.  Esta es reconocida como la “tierra de grandes agricultores, tierra fértil”, ocupa un área de 6 km2 aproximadamente.
Su temperatura es de 22º centígrados.” Se sirve de las aguas del río Yaqué del Norte, a través del canal Mesieau Bogaer, sus aguas facilitan que sus tierras sean fértiles y productivas.
El Distrito Municipal está compuesto por cuatro secciones y trece parajes:

##### Secciones
- La Canela
- Sabana Grande
- Los Almácigos
- Hatillo San Lorenzo

##### Parajes
- Batey I.
- Cuesta Arena
- Barrio Nuevo La Canela
- Canela Abajo
- Baitoa Clara
- Los Cerritos
- Platanal La Joya
- Platanal Abajo
- Platanal Afuera Arriba
- Platanal Adentro
- Piedra Gorda
- El Túnel
- Capilla

## Contexto Educativo
Con el crecimiento poblacional de La Canela se agregaron más necesidades a la comunidad, una de ellas fue la de alfabetizar a los habitantes. Para el año 1922 algunas personas se motivaron para alfabetizar a la población, ubicándolas en sus propias casas.
En el 1925 llega a la comunidad la primera maestra nombrada por la Secretaria de Educación llamada Floripe Suero, quien comenzó a impartir docencia en una casa que buscaron los miembros de la comunidad. Tiempo después los moradores de la comunidad tomando en cuenta el acelerado crecimiento construyeron una iglesia que a su vez funcionaba como escuela.
En el año 1934 entre la comunidad y otras organizaciones construyeron la primera escuela.  Esta contaba con dos aulas y paulatinamente fueron agregando otras más para poder cubrir la demanda de la comunidad.  En el 1978 se inicia la construcción del primer liceo.  El liceo de La Canela está construido con doce aulas, el cual duró diez años para entregarlo terminado.
Para la década de los noventa y con la llegada del Plan Decenal se mejoró la calidad de los docentes de la comunidad.  Hoy existe un total de 1,178 estudiantes primarios y en el liceo Esperanza Milena Martínez un total de 550 estudiantes.

## Contexto Económico
La economía del Distrito Municipal La Canela en sus inicios se fundamentó en la agricultura, lo que permitía sustentar la familia, posteriormente, la agricultura se dinamizó y pronto se comenzaron a establecer comercios e industrias en la zona, lo que permitió un mayor desarrollo económico.
En las fértiles tierras de La Canela se cultivan productos agrícolas, tales como: Tabaco, piña, lechosa, yuca, plátano, guineo, berenjena, ajíes, arroz, habichuela, batata, melón, guandules, entre otros.  Para el 1934 se comenzó a producir algodón, mediante contrato de siembra por una empresa extranjera, también se produce carne y frutos variados.
Las frutas son usadas para la exportación y la importación, ya que se cosecha la mejor piña de la región, también se exporta guineo en gran cantidad y sobre todo con calidad, esta es una de las principales fuentes de empleo de la comunidad.